# Hiệp hội Doanh nghiệp Việt Nam - Hungary
Hiệp hội Doanh nghiệp Việt Nam - Hungary (ViHuBA) là một tổ chức xã hội - nghề nghiệp của các doanh nghiệp, tổ chức, công dân Việt Nam hoặc Hungary có các hoạt động hợp tác kinh tế giữa hai quốc gia.

## Giới thiệu
Hoạt động của Hiệp hội nhằm thu hút các doanh nghiệp, tổ chức, cá nhân Việt Nam tham gia trao đổi thông tin, hợp tác kinh tế, xúc tiến thương mại và dịch vụ du lịch, phát triển khoa học kĩ thuật và chuyển giao công nghệ, hợp tác đầu tư với các doanh nghiệp, tổ chức, cá nhân Hungary phù hợp với pháp luật của hai nước; hợp tác và hỗ trợ những người Việt Nam đang sinh sống và làm việc tại Cộng hoà Hungary đầu tư về nước góp phần phát triển nền kinh tế Việt Nam.
- Tên Việt: Hiệp hội Doanh nghiệp Việt nam - Hungary
- Tên Anh: Vietnam - Hungary Business Association
- Tên Hungary: Vietnami - Magyar Üzleti Társaság (Szövetség, Tanács)
- Tên viết tắt: ViHuBA

## Quá trình hình thành
Việt Nam và Hungary là hai quốc gia có truyền thống quan hệ hữu nghị lâu đời và bền chặt trong mọi lĩnh vực kinh tế, chính trị, văn hoá xã hội, con người... và kể cả quân sự. Năm 2010 hai nước đã kỉ niệm 60 năm thiết lập quan hệ ngoại giao cấp cao nhất.

### Hiệp định Hợp tác Kinh tế
Ngày 19/05/2004, Chính phủ nước Cộng hoà Xã hội Chủ nghĩa Việt nam (Chính phủ Việt Nam) và Chính phủ nước Cộng hoà Hungary đã ký Hiệp định Hợp tác Kinh tế giữa hai quốc gia. Đây là kết quả của các cuộc trao đổi trước đó giữa thủ tướng Phan Văn Khải và thủ tướng Ferenc Gyurcsány.

### Uỷ ban Hỗn hợp về Hợp tác Kinh tế
Trên cơ sở Hiệp định Hợp tác Kinh tế này, một Uỷ ban Hỗn hợp (hay còn có thể gọi là: Uỷ ban liên Chính phủ) được thành lập và được gọi là: Uỷ ban Hỗn hợp về Hợp tác Kinh tế Việt nam - Hungary (tiếng Hung: Magyar - Vietnámi Gazdasági Együttműködési Vegyes Bizottság, viết tắt là GVB). Uỷ ban này đã nhóm họp lần đầu tiên vào ngày 13-14 tháng 10 năm 2005, tại Budapest, thủ đô Hungary.
Uỷ ban có hai phân ban thuộc chính phủ hai nước: Chủ tịch Phân ban Việt nam nhiệm kỳ đầu tiên là ngài Bùi Xuân Khu, Thứ trưởng Bộ Công Thương (Việt Nam); Chủ tịch Phân ban Hungary là ông Gilyán György, Quốc vụ khanh, đặc trách phát triển kinh tế khu vực phía đông của Hungary.
Uỷ ban Hỗn hợp về Hợp tác Kinh tế Việt Nam - Hungary họp thường kì hai năm một lần. Kì họp thứ II. diễn ra vào ngày 10-13 tháng 12 năm 2007 tại Hà Nội. Kì họp lần thứ III. đã diễn ra tại Budapest Hungary vào ngày 11-12 tháng 1 năm 2010.
Kỳ họp lần IV diễn ra tại Hà nội vào các ngày 29-31 tháng 10 năm 2012. Tại cuộc họp lần này, chủ tịch phân ban phía Việt nam là Bà Hồ Thị Kim Thoa, thứ trưởng Bộ Công Thương; Chủ tịch Phân ban Hungary là ông Szijjártó Péter, Quốc vụ khanh phụ trách ngoại giao và kinh tế đối ngoại, Văn phòng Thủ tướng.

#### Tiểu ban Hợp tác Khoa học - Kĩ thuậtHungary-Việt Nam
Ngoài ra, nhận thấy tầm quan trọng của hợp tác Khoa học - Kĩ thuật trong việc phát triển quan hệ Kinh tế, hai Bên đã nhất trí thành lập một Tiểu ban Hợp tác Khoa học - Kĩ thuật Hungary - Việt Nam (tiếng Anh: Hungarian – Vietnamese Sience and Technology Cooperation Sub-Commitee). Chủ tịch Phân ban Việt nam thuộc tiểu ban này hiện là ông Lê Đình Tiến, Thứ trưởng Bộ Khoa học Công nghệ; Chủ tịch Phân ban Hungary thuộc tiểu ban hiện nay là ông Pados László, Tổng Giám đốc TESCO – International Cooperation and Consulting Services Co., Ltd.

#### Hiệp hội Doanh nghiệpViệt Nam-Hungary
Nhằm tăng cường hơn nữa sự hợp tác kinh tế giữa hai quốc gia Chính phủ hai nước đã đồng ý cho phép thành lập các tổ chức Hiệp hội bao gồm các thành viên là các Doanh nghiệp tại hai quốc gia. Về phía Việt Nam Hiệp hội Doanh nghiệp Việt Nam - Hungary đã được Bộ Nội vụ ra quyết định thành lập vào ngày 25 tháng 4 năm 2007. Ngày 15 tháng 6 năm 2007, Đại hội thành lập của Hiệp hội Doanh nghiệp Việt Nam - Hungary đã được tổ chức tại Hà nội. Đại hội đã thông qua Điều lệ Hoạt động của Hiệp hội. Bản điều lệ này đã được Bộ Nội vụ ra quyết định phê duyệt ngày 8 tháng 8 năm 2007.
Đại hội Thành lập đã bầu ra Ban Chấp hành Hiệp hội gồm:
Lãnh đạo
1. Ông Nguyễn Quang A - Chủ tịch (Công ty 3C- Hà Nội).
2. Ông Võ Văn Mai - Phó Chủ tịch (Công ty HiPT- Hà Nội).
3. Ông Phan Quang - Phó Chủ tịch (Công ty Tân Đức- TP. Hồ Chí Minh).
4. Ông Phạm Viết Sơn - Phó Chủ tịch (Công ty Việt- Hung, Hà Nội)

Các uỷ viên
1. Ông Vũ Văn An (Viện Công nghệ tự động - Hải Phòng).
2. Bà Hồ Thị Kim Thoa (Công ty Bóng đèn Điện Quang, TP. Hồ Chí Minh, nay là Thứ trưởng Bộ Công Thương).
3. Ông Trần Việt Trung (Công ty TOGI).
4. Ông Nguyễn Quang Vinh (Công ty Việt Quốc tế- TP. Hồ Chí Minh).
5. Ông Đoàn Hồng Nghĩa (Công ty EIS- TP. Hồ Chí Minh).
6. Ông Ngô Tiến Nhân (Công ty IEC- TP. Hồ Chí Minh).
7. Ông Phan Thanh Nguyên (TP. Hồ Chí Minh).
8. Ông Trần Lệ (Công ty Vạn Thành- Hoà Bình).
9. Bà Nguyễn Thị Thanh Huyền (Công ty May 10- Hà Nội).

Tổng Thư kí
Ông Nguyễn Sơn Hải.
Ngày 30 tháng 11 năm 2007, Chủ tịch Hiệp hội ông Nguyễn Quang A đã ký Quyết định nhân sự về việc cử ông Nguyễn Sơn Hải làm Tổng thư ký.
Ngày 5 tháng 11 năm 2008, ông Phạm Viết Sơn, phó Chủ tịch Hiệp hội đã viết thư gửi Ban chấp hành xin thôi giữ cương vị phó Chủ tịch vì lý do bận công tác.
Văn phòng Hiệp hội đặt tại địa chỉ 18 dốc Tam Đa, Thuy Khuê, Tây Hồ, Hà nội.
Từ tháng 10 năm 2009, Văn phòng Hiệp hội được chuyển về toà nhà HiPT 152 Thuỵ Khuê, Tây Hồ, Hà Nội.
Ngày 27/07/2012, tại Hà nội, Hiệp hội Doanh nghiệp Việt nam – Hungary (ViHuBA) đã tiến hành Đại hội nhiệm kỳ nhằm kiểm điểm lại các hoạt động đã qua, xác định phương hướng cho thời gian tới và bầu ra BCH nhiệm kỳ mới 2012 – 2017.

#### Ban chấp hành của ViHuBA nhiệm kỳ 2012-2017 gồm:
1. Ông Võ Văn Mai -Chủ tịch (HiPT Group)
2. Ông Trần Việt Trung -Phó chủ tịch (Công ty Ví Việt)
3. Ông Phan Quang -Phó chủ tịch (Công ty Tân Đức)

1. Ông Vũ Văn An -Ủy viên (Viện Công nghệ Tự động - Atrai, Hải phòng)
2. Ông Phạm Viết Sơn -Ủy viên (Công ty Việt-Hung)
3. Ông Phan Việt Quân -Ủy viên (Công ty Chí Đức)
4. Ông Đỗ Quang Bình -Ủy viên (Công ty Vĩnh Thành)
5. Ông Chu Xuân Kiên -Ủy viên (Tổng Công ty Hapro)
6. Ông Trịnh Duy Cường -Ủy viên (Công ty Việt Thái)
7. Ông Nguyễn Quang Vinh -Ủy viên (Công ty Việt Quốc tế)
8. Ông Lưu Tiến Chinh -Ủy viên (TTTM AsiaCenter - Budapest)
9. Ông Lưu Ngọc Minh -Ủy viên (Công ty CP Bac Son)
10. Ông Nguyễn Sơn Hải -Ủy viên, Tổng thư ký
11. Đại diện Hội Doanh nghiệp Việt nam tại Hungary

Đại hội đã nhất trí đề nghị Ông Nguyễn Quang A là Chủ tịch danh dự của Hiệp hội.
Logo của Hiệp hội:

Tại thời điểm thành lập đã có 61 Hội viên tham gia. Tính đến nay, số Hội viên đăng ký hoạt động trong Hội là 71 Hội viên.

#### Hội đồng Doanh nghiệp Hungary - Việt Nam
Về phía Hungary, ngày 22 tháng 4 năm 2008, Hội đồng Doanh nghiệp Hungary - Việt nam (tiếng Hung: Magyar-Vietnami Üzleti Tanács) đã làm lễ ra mắt tại Trung tâm Thương mại châu Á (AsiaCenter). Chủ tịch Hội đồng Dr. Szedlacskó Zoltán (AHEAD Global Kht. Felügyelőbizottságának elnöke - Chủ tịch HĐQT AHEAD Global Agency). Đồng chủ tịch Hội đồng Dr. Rudolf Riedlt (AsiaCenter ügyvezető igazgatója - Tổng Giám đốc điều hành).
Chủ tịch Hội đồng Doanh nghiệp Hungary – Việt nam từ năm 2012 là ngài: Róbert Forintos, Tradeland Kereskedelmi és Tanácsadó Kft.